# Hassān ibn Thābit
Hassān ibn Thābit (arabisch حسان بن ثابت, DMG Ḥassān ibn Ṯābit; gest. zwischen 659 und 673) war ein panegyrischer Dichter des Propheten Mohammed. Er gehörte dem Stamm Chazradsch in Medina an und war zu der Zeit, als Mohammed in Medina ankam, bereits in reifem Alter. Als Panegyriker des Propheten ist Hassān bis heute einer der populärsten altarabischen Dichter, doch liegen von ihm auch Schmäh- und Selbstlobgedichte vor.

## Leben

### Jugend und Aktivitäten in vorislamischer Zeit
Hassāns Großvater al-Mundhir ibn Harām gehörte den Banū Naddschār, einem Clan der Chazradsch, an und wirkte in vorislamischer Zeit als ḥakam („Schiedsrichter“) zwischen seinem Stamm und den Aus. Sein Sohn Thābit ibn al-Mundhir, Hassāns Vater, galt als ein Sayyid der Chazradsch. Hassāns Mutter Furaiʿa soll noch den Islam angenommen haben, woraus Brockelmann schließt, dass Hassān um 590 geboren wurde.
In seiner Jugend zog Hassān als Wanderpoet umher und war in al-Hīra und Damaskus, wo er Lobgedichte auf lachmidische und ghassanidische Fürsten schrieb, sie an ihren Höfen besuchte und Geschenke von ihnen erhielt. Bei einem Dichterwettbewerb am Hof der Ghassaniden soll er sich gegen an-Nābigha und andere Dichtergrößen seiner Zeit durchgesetzt haben. Mit seinem dichterischen Können scheint er zu Reichtum gekommen zu sein, denn er besaß in der Oase von Medina ein gut befestigtes Haus (uṭum), in dem Mohammed während seiner Feldzüge seine Frauen unterzubringen pflegte. In Medina pflegte Hassān die Gesellschaft des Aus-Dichters Qais ibn al-Chatīm und des Häuptlings der Banū n-Nadīr Sallām ibn Mischkam.

### Während Mohammeds Anwesenheit in Medina
Wann Hassān den Islam annahm, ist unklar, allerdings wird angegeben, dass sein Bruder Aus einer der ersten medinischen Konvertiten war und bei der Verbrüderung zwischen Muhādschirūn und Ansār dem Einwanderer ʿUthmān ibn ʿAffān zugewiesen wurde. Aus der Tatsache, dass Hassān selbst mit keinem Mann von den Quraisch verbrüdert wurde, obwohl er ein stattliches Haus besaß, schließt W. Arafat, dass er zu dieser Zeit wahrscheinlich noch nicht den Islam angenommen hatte.
Im Zusammenhang mit einem Wasserkonflikt zwischen Ansār und Muhādschirūn auf dem Feldzug gegen die Mustaliq im Jahre 627 beklagte Hassān in einem Gedicht, dass letztere immer zahlreicher und mächtiger würden, und machte sie als „Vagabunden“ (ǧalābīb) verächtlich. Nach anderen Berichten beteiligte er sich um die gleiche Zeit an der Verleumdung ʿĀʾischas und wurde deswegen von Safwān ibn al-Muʿattal angegriffen und verwundet. Die Verwandten Hassāns nahmen daraufhin Safwān gefangen, ließen ihn aber auf Befehl von Saʿd ibn ʿUbāda oder einer anderen Person wieder frei. Als die Sache vor Mohammed kam, stellte dieser Hassān wegen seiner Angriffe auf die Muhādschirūn zur Rede und forderte ihn auf, gegenüber Safwān auf Wiedervergeltung zu verzichten. Als sich Hassān dazu bereit erklärte, schenkte ihm der Prophet ein Stück Land und die ägyptische Sklavin Sīrīn. Nach at-Tabarī war sie die Schwester von Māriya al-Qibtīya.
Ein Hadith, der über ʿĀʾischa überliefert ist, berichtet davon, dass Hassān Mohammed fragte, ob er die Beigeseller verspotten dürfe. Als Mohammed besorgt zurückfragte, was denn mit seiner Verwandtschaft (nasab) sei, antwortete Hassān: „Ich werde dich daraus herausziehen, wie das Haar aus dem Teig gezogen wird.“ Andere Hadithe berichten davon, dass Mohammed Hassān beauftragte, auf seine Gegner mit Schmähgedichten zu antworten, und Gott bat, ihm mit dem Heiligen Geist bzw. Gabriel beizustehen. Andere Hadith sprechen davon, dass Hassān im Jahre 630, dem „Jahr der Delegationen“, im Namen des Propheten in Anwesenheit einer Delegation des Stammes Tamīm Gedichte rezitierte.

### Nach dem Tode des Propheten
ʿUmar ibn al-Chattāb holte während seines Kalifats Hassāns Expertenmeinung zu einem Gedicht von al-Hutai'a ein, in dem az-Zibriqān ibn Badr verleumdet wurde. Als sich im Jahre 34 der Hidschra (654/55 n. Chr.) viele Prophetengefährten gegen ʿUthmān ibn ʿAffān erhoben und ihn großer Schärfe tadelten, gehörte Hassān zusammen mit Zaid ibn Thābit und dem Dichter Kaʿb ibn Mālik zu den wenigen, die sich dem entgegenstellten und den Kalif verteidigten. Nach ʿUthmāns Ermordung schlug er sich auf die Seite von Muʿāwiya, der ihm ein Geldgeschenk machte. In einer Anzahl von Gedichten „voll Feuer und Energie“ beklagte er ʿUthmāns Ermordung. Als ʿAlī ibn Abī Tālib Qais, den Sohn von Saʿd ibn ʿUbāda zum Gouverneur von Ägypten ernannte und schon kurz danach wieder absetzte, um einen anderen einzusetzen, äußerte Hassān seine Schadenfreude und warf Qais vor, ʿUthmān getötet zu haben. Hassāns Sympathien für die Umayyaden, die sich auch in der großen Zahl von Trauergedichten auf ʿUthmān widerspiegeln, die von ihm überliefert sind, erklären sich wahrscheinlich aus der Beziehung seines Bruders Aus zu ʿUthmān.
Im Alter erblindete Hassān. Das Datum seines Todes ist ungewiss. Da das letzte Mal, dass in den arabischen Quellen von Hassān die Rede ist, einige Zeit vor ʿAlīs Ermordung liegt, ist ein Datum um 659 am wahrscheinlichsten. Hassān hatte eine Tochter, die sich mindestens einmal ebenfalls als Dichterin betätigte, sowie wahrscheinlich von Sīrīn einen Sohn, ʿAbd ar-Rahmān, der sich an den Eroberungszügen beteiligte, poetisch jedoch nicht besonders begabt gewesen sein soll. Als er einmal in einem Dichterwettstreit mit an-Nadschāschī in Schwierigkeiten geriet, soll der Vater ihm beigestanden und ihn unterstützt haben, so dass an-Nadschāschī hinterher angehalten wurde, sich zu entschuldigen. Als ʿUrwa ibn az-Zubair einmal bei ʿĀʾischa schmähen wollte, wies sie ihn an, dies nicht zu tun, mit dem Argument, dass er den Gottesgesandten verteidigt habe.

## Seine Dichtung
Hassāns Dīwān in der Rezension von Muhammad ibn Habīb (gest. 860), der 1910 von Hartwig Hirschfeld ediert wurde, enthält 228 Gedichte zu verschiedenen Themen, die Sīra 29 weitere. Allerdings wurden schon früh Zweifel an der Echtheit dieser Gedichte im Allgemeinen bzw. einzelnen Gedichten oder Zeilen geäußert. So wurde Ibn Ishāq von Ibn Sallām al-Dschumahī (gest. 846) und Ibn an-Nadīm scharf kritisiert, weil er in seine Sīra gefälschte Gedichte aufgenommen hatte, die Hassān zugeschrieben wurde. Ibn Hischām, der Ibn Ishāqs Werk überarbeitete, ließ 15 von 78 dieser Gedichte aus oder und brandmarkte sie als Fälschungen oder als zweifelhaft. Ibn Sallām hielt es für ein aussichtsloses Unterfangen, die authentischen Hassān-Gedichte von den gefälschten zu trennen, denn „auf Hassān wurde mehr Dichtung zurückgeführt als auf jeden anderen. Wenn die Quraisch sich gegenseitig verleumdeten und beschimpften, schrieben sie ihm viele Gedichte zu, die unmöglich auszusieben sind.“
Walid N. Arafat, der in den 1950er und 1960er Jahren eingehende Untersuchungen der Hassān zugeschriebenen Gedichte durchführte, bei der er anhand textimmanenter und externer Indizien die Authentizität jedes Gedichts überprüfte, kam zu dem Ergebnis, dass wahrscheinlich 60–70 % dieser Gedichte gefälscht sind. Seiner Auffassung nach zeigt die Dichtung in Hassāns Dīwān eine derartige Vielfalt an Geist und Stil, ist so voller Widersprüche und Anomalien und enthält einen so hohen Anteil an minderwertigen Versen, dass die Gedichte weder das Werk eines einzelnen Autors noch eines von so hohem Ansehen gewesen sein können. Nach Arafat waren einige dieser Gedichte das Werk von Erzählern oder Fälschern, während andere bewusst aus Prestigegründen oder irrtümlich Hassān zugeschrieben wurden. Die langen Prahlgedichte stammen ihm zufolge von Nachkommen der Ansār und spiegeln den minderwertigen Status wider, auf den diese nach der Schlacht von al-Harra im Jahre 682 zurückgestuft worden waren. Eine weitere Gruppe von Fälschungen ist aufgrund des Bezugs zur Familie des Propheten als schiitische Propaganda erkennbar.
Diejenigen Qasīden, die sich Hassān einigermaßen sicher zuordnen lassen, sind relativ kurz (10 bis 45 Verse). Häufig sind daneben Schmähgedichte. Bei der Verwendung traditioneller Topoi ist Hassān relativ zurückhaltend. Zwar finden sich lange Prologe des Nasīb-Typs, doch fehlen in vielen Gedichten typische Motive wie der Kamelritt.